# 罗卜藏锡喇布
罗卜藏锡喇布（？—1781年），清朝内札萨克蒙古敖汉部王公，博尔济吉特氏，索诺木杜棱玄孙，郡王鄂勒斋图第三子。
罗卜藏锡喇布开始为二等台吉。雍正七年（1729年），因尚县君，封固山额驸。雍正九年（1731年），赐乾清门行走。乾隆十四年（1749年），命为御前行走。乾隆十九年（1754年），赐公品级。乾隆二十四年（1759年），封辅国公。乾隆二十九年（1764年），授昭乌达盟副盟长。乾隆三十年（1765年），晋升为盟长。乾隆三十一年（1766年），擢升为理藩院额外侍郎。乾隆三十三年（1768年），晋升为镇国公。乾隆四十年（1775年），晋升为固山贝子。